# Gottfried Bammes
Gottfried Bammes (* 26. April 1920 in Potschappel; † 14. Mai 2007 in Dresden) war ein deutscher Künstler und Anatom. Ab 1960 lehrte er als Professor für Künstleranatomie an der Hochschule für Bildende Künste Dresden. Seine Lehr- und Handbücher sind Standardwerke der Künstleranatomie.

## Leben
Bammes war der Sohn des  Lehrers Johannes Gerhard Bammes. Von 1931 bis 1939 besuchte er die Staatliche Oberschule für Jungen in Dresden-Plauen, danach nahm er in einer Nachrichteneinheit am Zweiten Weltkrieg teil. Er geriet in kanadische Kriegsgefangenschaft, aus der er 1945 floh. Während des Krieges hatte er 1944 geheiratet; der Ehe entstammen fünf Kinder, darunter der Bühnenbildner Jan Bammes (* 1956).
Bei Emil Paul Börner studierte Bammes zu Beginn des Krieges Malerei und Grafik und bildete sich autodidaktisch weiter. Im Jahr 1947 wurde er als freischaffender Bildender Künstler anerkannt. Es folgte ab 1948 eine mehrjährige künstlerische Tätigkeit im Eisenhammerwerk Dresden-Dölzschen und im Edelstahlwerk 8. Mai 1945 in Freital. Bereits 1949 gründete er den ersten Laienkunstzirkel der DDR im Dölzschener Eisenhammerwerk; ein zweiter folgte 1950 im Freitaler Edelstahlwerk. Aus seinen Laienkunstzirkeln ging eine Reihe regional bedeutsamer Künstler hervor, so in Freital der Grafiker Horst Hoppe. Von 1951 bis 1953 studierte Bammes an der Hochschule für Bildende Künste Dresden Malerei und Grafik und begann nach Ende des Studiums 1953 als Hochschullehrer zu arbeiten. Er war bis 1990 Mitglied des Verbands Bildender Künstler der DDR und schuf u. a. eine Reihe von „ausdrucksstarken Bildern“, die Stahlwerker bei ihrer Arbeit zeigen. 1953 war er mit dem Ölgemälde Edelstahl (145 × 190 cm) auf der Dritten Deutschen Kunstausstellung in Dresden vertreten.
An der Hochschule baute er den Bereich Künstleranatomie für Tier und Mensch auf und legte 1955 eine Sonderprüfung als Anatom an der Medizinischen Akademie Carl Gustav Carus Dresden ab. Zu seinen künstlerischen Lehrmeistern im Bereich der Künstleranatomie zählte Bammes „Leonardo da Vinci mit seinen großartigen anatomischen Arbeiten und Albrecht Dürer mit seinem Werk über die proportionalen Gesetzmäßigkeiten“. Bammes studierte zudem ab 1956 Pädagogik an der TH Dresden, wo er 1957 zum Thema Didaktische Hilfsmittel im Lehrfach Plastische Anatomie promovierte und sich 1959 über Neue Grundlagen einer Methodik des Lehrfaches Plastische Anatomie habilitierte. Im Jahr 1960 berief ihn die Hochschule für Bildende Künste Dresden zum Professor für Künstleranatomie. Zu seinen Schülern zählten unter anderem Werner Schlieben, Elisabeth Lehmann, Sandor Dóró, Hernando León, Günter Schreiber, Doris Kreiß, Eberhard von der Erde und Volker Träger.
Bereits 1957 und 1959 hatte Bammes Studienreisen nach Norwegen unternommen. Ab 1968 folgten Gastprofessuren unter anderem am Repin-Institut in St. Petersburg, Großbritannien, sowie an der Hochschule für Gestaltung in Zürich die begehrten „Bammes-Kurse“. Bammes galt als gefragter Fachexperte auf dem Gebiet der Künstleranatomie, über das er mehrere Standardwerke verfasste. International bekannt wurde er 1964 mit dem Hand- und Lehrbuch für Künstler Die Gestalt des Menschen, das unter anderem in der DDR zum schönsten Buch des Jahres gekürt wurde. Es wurde in verschiedene Sprachen übersetzt und gilt als zeitlos: Noch 2001 erschien es erstmals auf Bulgarisch. Weitere mehrfach aufgelegte Werke Bammes’ sind zum Beispiel Der nackte Mensch (1969) und Sehen und Verstehen (1985).  Bammes erhielt zahlreiche Preise und wurde 1977 Mitglied der Anatomischen Gesellschaft. Im Jahr 1985 wurde er emeritiert.
In seinen späten Jahren wandte er sich der freien Grafik zu und widmete sich dabei vornehmlich der künstlerischen Darstellung des Lebens Jesu und der Passion Christi. „Der Grafiker Gottfried Bammes hat die Gabe, Situationen und Geschehnisse mit hoher Symbolkraft darzustellen“, schrieben Kritiker anlässlich der Ausstellung Gottfried Bammes – Grafik zur Passion in Görlitz und Zittau 1997. Zudem veröffentlichte Bammes weitere kunstanatomische und kunstpädagogische Werke; bis 2006 waren 22 von ihm über die Anatomie von Mensch und Tier erschienen. Anlässlich seines 80. Geburtstages würdigte man Bammes als „Nestor der künstlerischen Anatomie“ und „lebende Legende“.
Im Jahr 2002 erhielt eine internationale gemeinnützige Schule für klassisches Zeichnen und Skulptur in St. Petersburg, die unter anderem von Bammes-Schüler und Bildhauer Roman Kuriljak gegründet wurde, den Namen Gottfried Bammes. Bammes verstarb 2007 in Dresden. Sein künstlerischer Nachlass wurde an die Städtischen Sammlungen Freital, die Hochschule für Bildende Künste Dresden (Archiv und Kustodie), die Städtische Galerie Dresden und die Staatlichen Kunstsammlungen Dresden gegeben. Manuskripte zu seinen Publikationen befinden sich in der Hochschule für Bildende Künste Dresden und im Sächsischen Staatsarchiv Leipzig, Bestand E. A. Seemann Verlag, Leipzig. Seine Werke werden bis heute weltweit verlegt.

## Ehrungen
- 1965: Kunstpreis der Stadt Freital
- 1976: Nationalpreis der DDR III. Klasse für Wissenschaft und Technik
- 2000: Kultur- und Kunstpreis der Stadt Freital
- 2004: Verleihung des Ehrenbürgerrechts der Stadt Freital

## Publikationen
- 1957: Didaktische Hilfsmittel im Lehrfach Plastische Anatomie (Dissertation)
- 1959: Neue Grundlagen einer Methodik des Lehrfaches Plastische Anatomie (Habilitation)
- 1964: Die Gestalt des Menschen (10. Auflage 2002)
- 1969: Der nackte Mensch (6. Auflage 1988)
- 1970: Das zeichnerische Aktstudium
- 1974: Die Gestalt des Menschen
- 1975: Der Akt in der Kunst
- 1975: Die Gestalt des Tieres
- 1978: Figürliches Gestalten
- 1985: Sehen und verstehen (3. Auflage 1992)
- 1989: Wir zeichnen den Menschen (2. Aufl. 1999 unter dem Titel Menschen zeichnen)
- 1990: Studien zur Gestalt des Menschen (4. Auflage 2005)
- 1991: Große Tieranatomie
- 1992: Akt
- 1993: Arbeitsbuch zur Künstleranatomie
- 1997: Körper und Gewand
- 2001: Tiere zeichnen
- 2003: Künstleranatomie und bildnerischer Ausdruck
- 2004: Landschaften
- 2005: Die neue große Zeichenschule
- 2005: Bildnerische Freiheit
- 2005: Zeichnen, Menschen und Tiere

## Kunstwerke im öffentlichen Raum

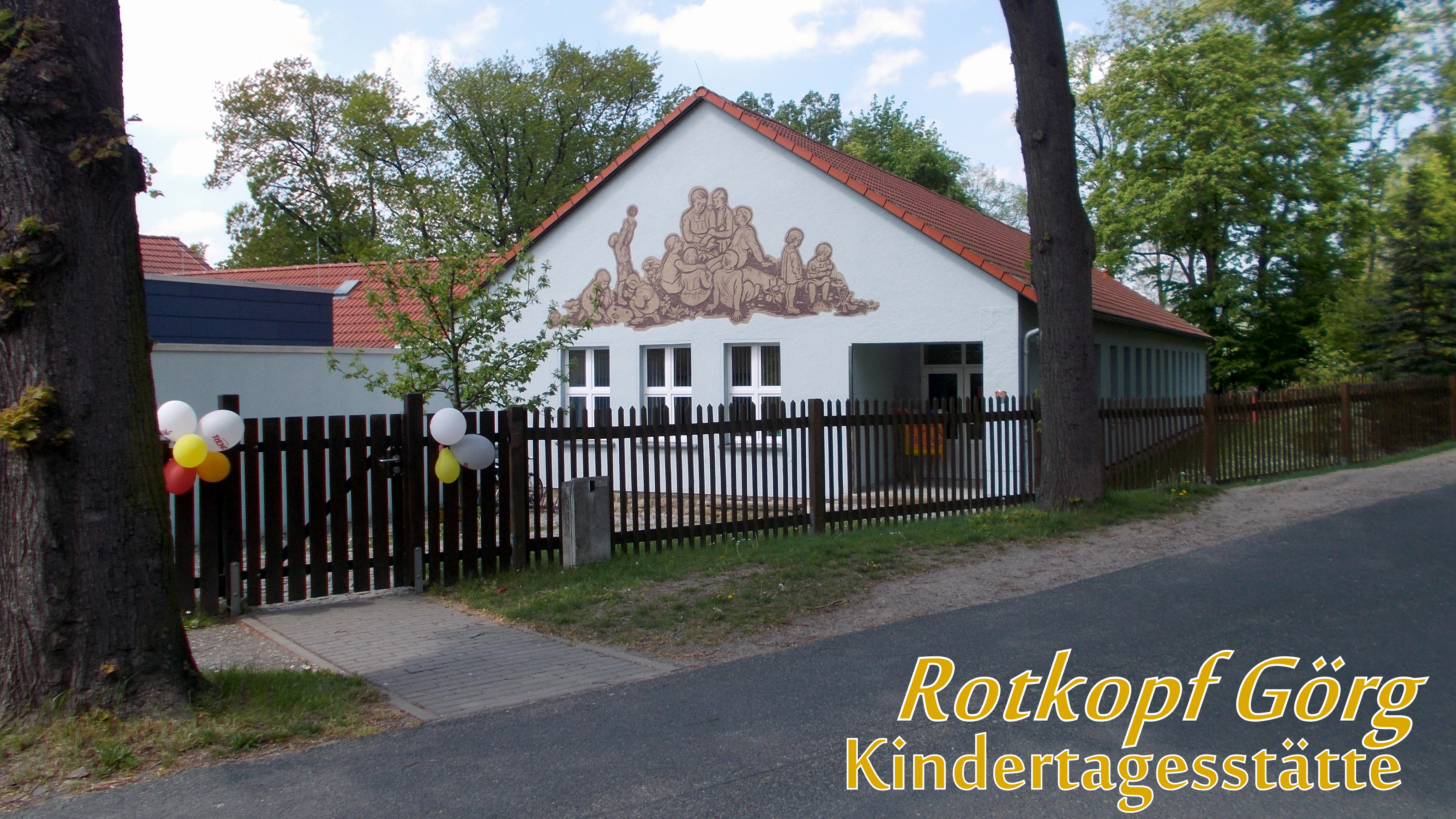
Sgraffito an der Außenfassade des Kindergartens Rotkopf-Görk in Freital-Burgk

- 1949: Gemälde auf Hartfaser in den Werkstätten für Raumkunst Freital-Potschappel (Verbleib unbekannt)
- 1950: Wandbild Einheit, Aula der Schule Kleinnaundorf
- 1967: Wandgemälde Musisch-ästhetische Erziehung und Bildung und Naturwissenschaftliche und polytechnische Bildung, Waldblick-Schule Freital
- 1972: Tierbild auf Hartfaser Alle unsere Freunde, Kindergarten Niederhäslich, später Hort der Waldblickschule (seit 2021 im Depot der Städtischen Sammlungen Freital)
- um 1975: Wandgemälde Mensch und Kosmos, Außenfassade einer Plattenbauschule in Freital-Döhlen (nach 1990 abgerissen)
- Putz-Wandbild (Sgraffito), Außenfassade des Kindergartens Rotkopf-Görk in Freital-Burgk
- Putz-Wandbild (Sgraffito), Stadtkulturhaus Freital (1994 entfernt)

## Einzelausstellung
- 1985: Freital, Haus der Heimat